# Coppa Mitropa 1981-1982
La Coppa Mitropa 1981-1982 fu la quarantesima edizione del torneo e venne vinta dagli italiani del Milan, al primo titolo nella competizione.

## Partecipanti
| Nazione                   | Squadra      | Campionato                                                  | Note |
| ------------------------- | ------------ | ----------------------------------------------------------- | ---- |
| Cecoslovacchia (bandiera) | TJ Vítkovice | 1º campionato di Cecoslovacchia 2. liga gruppo B 1980-81    |      |
| Italia (bandiera)         | Milan AC     | 1º campionato d'Italia serie B 1980-81                      |      |
| Jugoslavia (bandiera)     | Osijek       | 1º campionato di Jugoslavia Druga Liga Girone Ovest 1980-81 |      |
| Ungheria (bandiera)       | Haladás      | 1º campionato d'Ungheria Nemzeti Bajnokság II 1980-81       |      |

## Torneo

### Risultati
Prima giornata
Gare giocate il 20 e 21 ottobre
| Squadra 1    | Risultato | Squadra 2 |
| ------------ | --------- | --------- |
| TJ Vítkovice | 2 - 1     | Milan AC  |
| Haladás      | 4 - 2     | Osijek    |

Seconda giornata
Gare giocate il 4 novembre
| Squadra 1 | Risultato | Squadra 2    |
| --------- | --------- | ------------ |
| Milan AC  | 2 - 0     | Haladás      |
| NK Osijek | 0 - 0     | TJ Vítkovice |

Terza giornata
Gare giocate il 25 novembre
| Squadra 1 | Risultato | Squadra 2    |
| --------- | --------- | ------------ |
| NK Osijek | 1 - 1     | Milan AC     |
| Haladás   | 2 - 2     | TJ Vítkovice |

Quarta giornata
Gare giocate il 7 aprile
| Squadra 1    | Risultato | Squadra 2 |
| ------------ | --------- | --------- |
| Haladás      | 0 - 1     | Milan AC  |
| TJ Vítkovice | 1 - 0     | NK Osijek |

Quinta giornata
Gare giocate il 21 aprile
| Squadra 1    | Risultato | Squadra 2 |
| ------------ | --------- | --------- |
| Milan AC     | 2 - 1     | NK Osijek |
| TJ Vítkovice | 6 - 1     | Haladás   |

Sesta giornata
Gare giocate il 12 maggio
| Squadra 1 | Risultato | Squadra 2    |
| --------- | --------- | ------------ |
| Milan AC  | 3 - 0     | TJ Vítkovice |
| NK Osijek | 3 - 0     | Haladás      |

### Classifica finale
| Squadra      | P.ti | G | V | P | S | GF | GS | DR |
| ------------ | ---- | - | - | - | - | -- | -- | -- |
| Milan AC     | 9    | 6 | 4 | 1 | 1 | 10 | 4  | +6 |
| TJ Vítkovice | 8    | 6 | 3 | 2 | 1 | 11 | 7  | +4 |
| NK Osijek    | 4    | 6 | 1 | 2 | 3 | 7  | 8  | -1 |
| Haladás      | 3    | 6 | 1 | 1 | 4 | 7  | 16 | -9 |

## Classifica marcatori
|  | Gol | Marcatore         | Squadra      |
|  | --- | ----------------- | ------------ |
|  | 3   | Jiří Klička       | TJ Vítkovice |
|  | 2   | Roberto Antonelli | Milan        |
|  | 2   | Franco Baresi     | Milan        |
|  | 2   | Gyorgy Garic      | NK Osijek    |
|  | 2   | Jindrich Kushnir  | Haladás      |
|  | 2   | Milano Lishanik   | Haladás      |
|  | 2   | Jozef Nagy        | NK Osijek    |